# Unió Italiana del Treball
La Unió Italiana del Treball, en italià Unione Italiana del Lavoro (UIL), és una de les principals confederacions sindicals italianes.
El naixement de la UIL és el resultat de les divisions generades per la unitat de la CGIL. El 5 de març de 1950 a Roma, al qual van assistir 253 delegats a la conferència de l'associació de la Unió Italià del Treball (UIL), amb un fort caràcter social, democràtic i reformista.

## Secretaris generals
| 1953-1969 | Italo Viglianesi                               |
| 1969-1971 | Lino Ravecca, Ruggero Ravenna i Raffaele Vanni |
| 1971-1976 | Raffaele Vanni                                 |
| 1976-1992 | Giorgio Benvenuto                              |
| 1992-2000 | Pietro Larizza                                 |
| 2000-     | Luigi Angeletti                                |